# Кулініч Григорій Логвинович
Кулініч Григорій Логвинович (нар. 9 грудня 1938 р., хутір Лучищів, сільрада села Жеревці, Лугинський район,  Житомирська область, УРСР, СРСР - 10.02.2022, Київ, Україна) — український і радянський математик, доктор фізико-математичних наук, професор, академік АН ВШ України з 2006.

## Життєпис
Г.Л.Кулініч народився в багатодітній сім'ї залізничника (8 дітей).
У 1956 році закінчив середню залізничну школу № 32 на станції Білокоровичі Олевського району Житомирської області. З 1956 по 1959 рік працював на електростанції Білокоровичського гарнізону, проходив дійсну службу в рядах Радянської армії. У 1959 р. при виконанні службових обов'язків став інвалідом армії III групи. У 1964 році з відзнакою закінчив механіко-математичний факультет Київського державного університету ім. Т. Г. Шевченка. Цього ж року вступив до аспірантури при кафедрі теорії ймовірностей.
З 1966 року працює на викладацьких посадах на механіко-математичному факультеті Київського державного університету ім. Т. Г. Шевченка.
З 1981 по 2003 рр. — завідувач кафедри загальної математики механіко-математичного факультету Київського державного університету ім. Т. Г. Шевченка.
В 1983 р. Кулінічу присвоєно вчене звання професора, а у 2009 р. — заслуженого професора КНУ ім. Т. Шевченка.

## Творчий доробок
Кулініч Григорій Логвинович — спеціаліст в галузі теорії випадкових процесів та їх застосувань, учень академіка А. В. Скорохода. Його фундаментальними працями створено два нові перспективні наукові напрямки теорії стохастичних диференціальних рівнянь:
- асимптотична теорія стохастичних диференціальних рівнянь при дуже нерегулярній поведінці коефіцієнтів;
- теорія інваріантних множин стохастичних диференціальних рівнянь.

Фундатор методу просторового усереднення коефіцієнтів стохастичних диференціальних рівнянь і детермінованого методу стабілізації нестійких стохастичних систем.
Г. Л. Кулініч вперше у вітчизняній і зарубіжній літературі почав систематичне дослідження поведінки нестійких розв'язків стохастичних диференціальних рівнянь (СДР). Через існування просторових усереднень коефіцієнтів рівняння він отримав необхідні та достатні умови слабкої збіжності у рівномірній топології нормованого розв'язку до вінерівського процесу, до узагальненого процесу дифузійного типу, достатні умови слабкої збіжності у рівномірній топології до бесселівського процесу, дифузійного процесу та споріднених ним інших марковських процесів.
Г. Л. Кулініч є піонером (1967—1968 рр.) в розробці методу просторового усереднення коефіцієнтів у СДР Іто і відповідних їм диференціальних рівнянь в частинних похідних параболічного типу. Також Г. Л. Кулінічем вперше (1976) було встановлено що розв'язок СДР Іто може з ймовірністю 1 «дифундувати» по гладкій кривій фазового простору і було введено для СДР поняття локальної інваріантності (ЛІ) множин вигляду G(x)=C, де G(x) — двічі неперервно диференційовна функція в області D. Він вперше встановив необхідні і достатні умови ЛІ таких множин, знайшов явний вигляд всіх можливих ЛІ кривих для лінійних СДР другого порядку зі сталими коефіцієнтами, описав клас нелінійних СДР, для яких ці криві будуть ЛІ. Ним же розроблений метод дослідження поведінки розв'язку на ЛІ множинах. Також Г. Л. Кулініч започаткував аналогічну теорію і для СДР із стрибками.
Г. Л. Кулініч підготував 18 кандидатів наук. Основні результати його досліджень містяться в більше ніж 150 наукових працях, серед них: 2 монографії, 2 навчальні посібники, 1 підручник у двох книгах з «Вищої математики» з грифом Міністерства освіти.

### Дисертації
Під керівництвом академіка А. В. Скорохода в 1968 році захистив кандидатську дисертацію «Про граничну поведінку розподілів розв'язку стохастичних диференціальних рівнянь».
Докторську дисертацію на тему «Асимптотичні задачі стохастичних диференціальних рівнянь» захистив в 1981 році. В 1983 р. йому присвоєно вчене звання професора кафедри загальної математики.